# Susiluoto (ö i Södra Karelen, Villmanstrand, lat 61,19, long 27,91)
Susiluoto är en ö i Finland. Den ligger i sjön Saimen och i kommunen Taipalsaari i den ekonomiska regionen  Villmanstrands ekonomiska region  och landskapet Södra Karelen, i den södra delen av landet, 200 km nordost om huvudstaden Helsingfors. Öns största längd är 40 meter i sydöst-nordvästlig riktning.